# Bonanza Peak
Bonanza Peak – góra w USA, w stanie Waszyngton (Hrabstwo Chelan), położona 23 km na północny wschód od Glacier Peak. Jest najwyższym niewulkanicznym szczytem stanu Waszyngton. Z wierzchołka spływają 3 duże lodowce: Isella Glacier, Mary Green Glacier, Company Glacier. Góra ma cztery wierzchołki (2899 m n.p.m., 2865 m n.p.m., 2841 m n.p.m. i 2621 m n.p.m.).
Szczyt leży na terenie Glacier Peak Wilderness. Jest po wulkanie Glacier Peak drugim szczytem w parku. Mimo iż nie należy do najwyższych gór w Stanach, to Bonanza Peak uchodzi za jedną z najtrudniejszych gór do zdobycia w kontynentalnej części USA ponieważ wymaga użycia wielu technik wspinaczkowych.